# Marc O’Polo
Marc O’Polo ist ein internationales Modeunternehmen mit Sitz in Stephanskirchen (nahe Rosenheim). Die Marke versteht sich als Casual-Lifestyle-Brand und ist bekannt für Modern Casual Wear.

## Geschichte
Das Modelabel Marc O’Polo wurde 1967 von den Schweden Rolf Lind, Göte Huss und dem US-Amerikaner Jerry O’Sheets in Stockholm gegründet. Die deutsche Tochtergesellschaft Marc O’Polo Deutschland wurde im Jahr 1968 durch Werner Böck mit Sitz in Stephanskirchen (Landkreis Rosenheim) gegründet. Im Jahr 1987 übernahm Werner Böck 40 Prozent der Anteile der schwedischen Muttergesellschaft. Im Zuge der Übernahme von weiteren 40 Prozent durch Werner Böck im Jahr 1997 wurde der Unternehmenssitz von Stockholm nach Stephanskirchen verlegt. Böck trat 2012 aus der Geschäftsführung zurück.
2021 wechselte Maximilian Böck als neuer CEO an die Spitze des Unternehmens.
Im Jahr 2009 gewann das Unternehmen den Forum-Preis der Fachzeitschrift Textilwirtschaft. Für eine Werbekampagne mit Jeff Bridges, Uma Thurman und Lara Stone konnte das Unternehmen den Fotografen Peter Lindbergh gewinnen.

## Produktpalette
Marc O’Polo bietet Kleidung und Accessoires für Männer, Frauen und Kinder im gehobenen Mittelpreis- bis unteren Premiumsegment an.